# Eugenijus Palskys
Eugenijus Palskys (* 6. April 1940 im Dorf Naujamiestis, Rayon Panevėžys; † 20. Juni 2001 in Vilnius) war ein litauischer Strafrechtler und Kriminalist.
Nach dem Abitur an der Mittelschule Luokė (1958) studierte Eugenijus Palskys die Rechtswissenschaft an der Universität Vilnius. Palskys wurde 1963 Lektor und arbeitete er als Assistent und Dozent (seit 1975). Von 1968 studierte er an der Lomonossow-Universität in Moskau weiter und promovierte zum Doktor der Rechte (1971). Danach arbeitete er als Rechtswissenschaftler in Vilnius. Er leitete den Lehrstuhl für Kriminalistik und Strafrecht (1977–1983). 
Seit 1983 war Eugenijus Palskys Prorektor für Wissenschaft und seit 31. Mai 1994 Professor an der Milizakademie Litauens. Am 29. November 2000  wurde Eugenijus Palskys Senatspräsident der Universität.
Er publizierte über 80 wissenschaftliche Artikel.

## Arbeiten
- Monographie Kriminalistinių dokumentų tyrimas.
- Lehrbuch Teismo fotografija.
- Lehrbuch Nusikaltimai ir kriminalistika.
- Buch Kriminalistikos istorijos apybraižos.